# 後川村 (高知県)
後川村（うしろがわむら）は高知県幡多郡にあった村。現在の四万十市中心部の北西、国道441号の沿線にあたる。

## 地理
- 山岳：森が峰、小川境、右城、衣掛
- 河川：四万十川、後川

## 歴史
- 1889年（明治22年）4月1日 - 町村制の施行により、利岡村・若藤村・板ノ川村・鴨川村・敷地村・佐田村・岩田村・田野川村の区域をもって発足。旧鴨川村が大字口鴨川・奥鴨川となる。
- 1954年（昭和29年）3月31日 - 中村町・下田町・東山村・蕨岡村・八束村・具同村・東中筋村・富山村・大川筋村・中筋村と合併して中村市が発足。同日後川村廃止。